# Calylophus

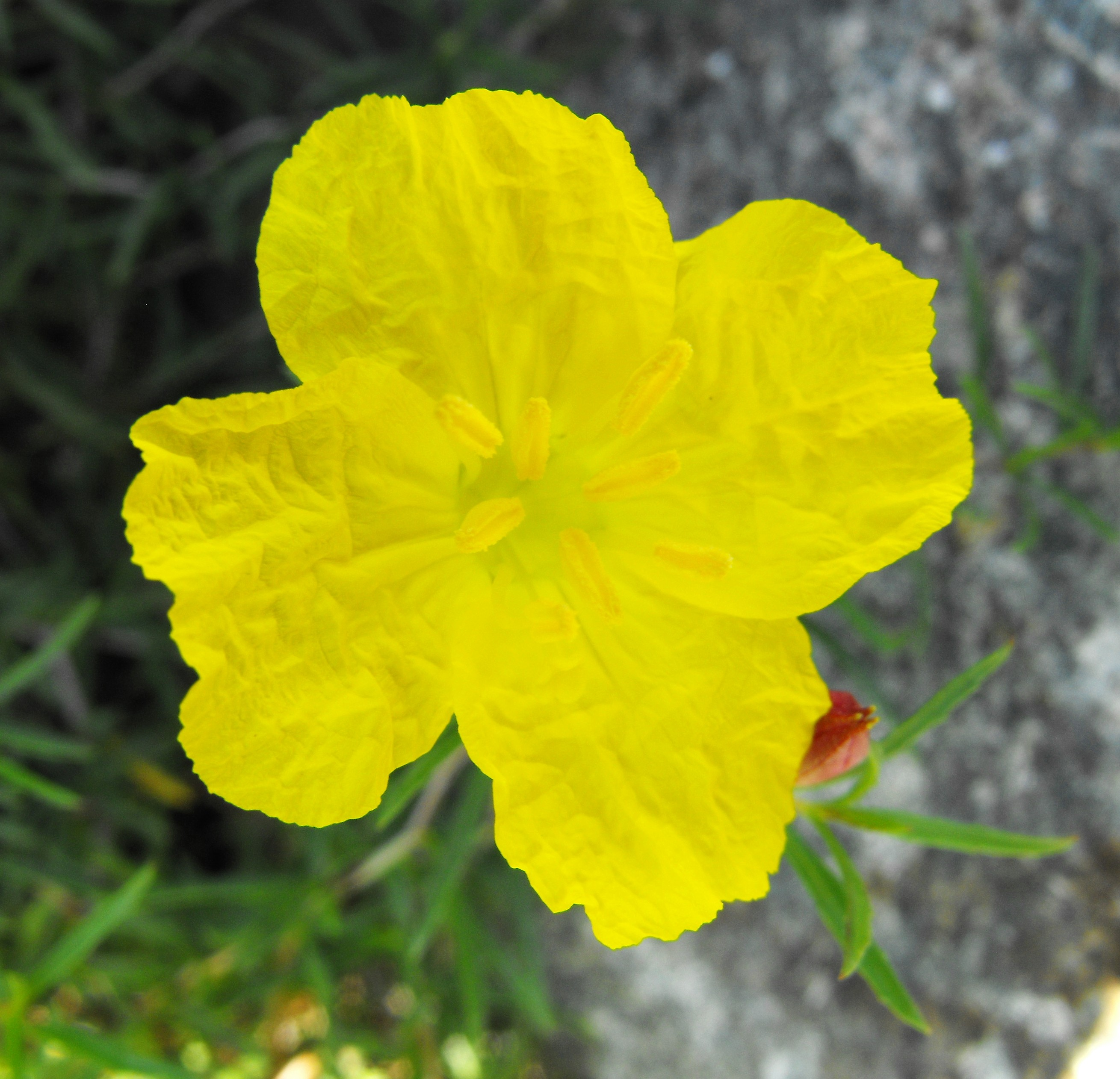
Calylophus drummondii en el Jardín de Conservación de Agua en Cuyamaca College, El Cajon, California, EE. UU.

Calylophus es un género de plantas con flores con seis especies de la familia  Onagraceae. Comprende 11 especies descritas y de estas, solo 6 aceptadas.

## Taxonomía
El género fue descrito por Édouard Spach y publicado en Histoire Naturelle des Végétaux. Phanérogames 4: 349–350. 1835. La especie tipo es: Calylophus nuttallii Spach. 

## Especies aceptadas
A continuación se brinda un listado de las especies del género Calylophus aceptadas hasta junio de 2013, ordenadas alfabéticamente. Para cada una se indica el nombre binomial seguido del autor, abreviado según las convenciones y usos.
- Calylophus berlandieri  Spach
- Calylophus hartwegii (Benth.) Raven
- Calylophus lavandulifolius   (Torr. & Gray) Raven
- Calylophus serrulatus  (Nutt.) Raven
- Calylophus toumeyi  (Small) Towner
- Calylophus tubicula (Gray) Raven